# 30067 Natalieng
30067 Natalieng è un asteroide della fascia principale. Scoperto nel 2000, presenta un'orbita caratterizzata da un semiasse maggiore pari a 2,3237548 UA e da un'eccentricità di 0,1437141, inclinata di 7,36274° rispetto all'eclittica.